# 窄叶直瓣苣苔
窄叶直瓣苣苔（学名：Ancylostemon aureus var. angustifolius）为苦苣苔科直瓣苣苔属下的一个变种。